# 肋木属
肋木屬（学名：Pleuromeia）是已滅絕的孢子樹的一屬，屬於水韭目肋木科。
是二疊紀-三疊紀滅絕事件中出現的最常見植物之一。

## 下属物种
本属包括以下物种：
- Pleuromeia reniformis Cantrill & Webb, 1998
- Pleuromeia sternbergii Corda, 1852